# 马林-米德兰银行大厦
40°42′31″N 74°00′36″W / 40.70861°N 74.01000°W

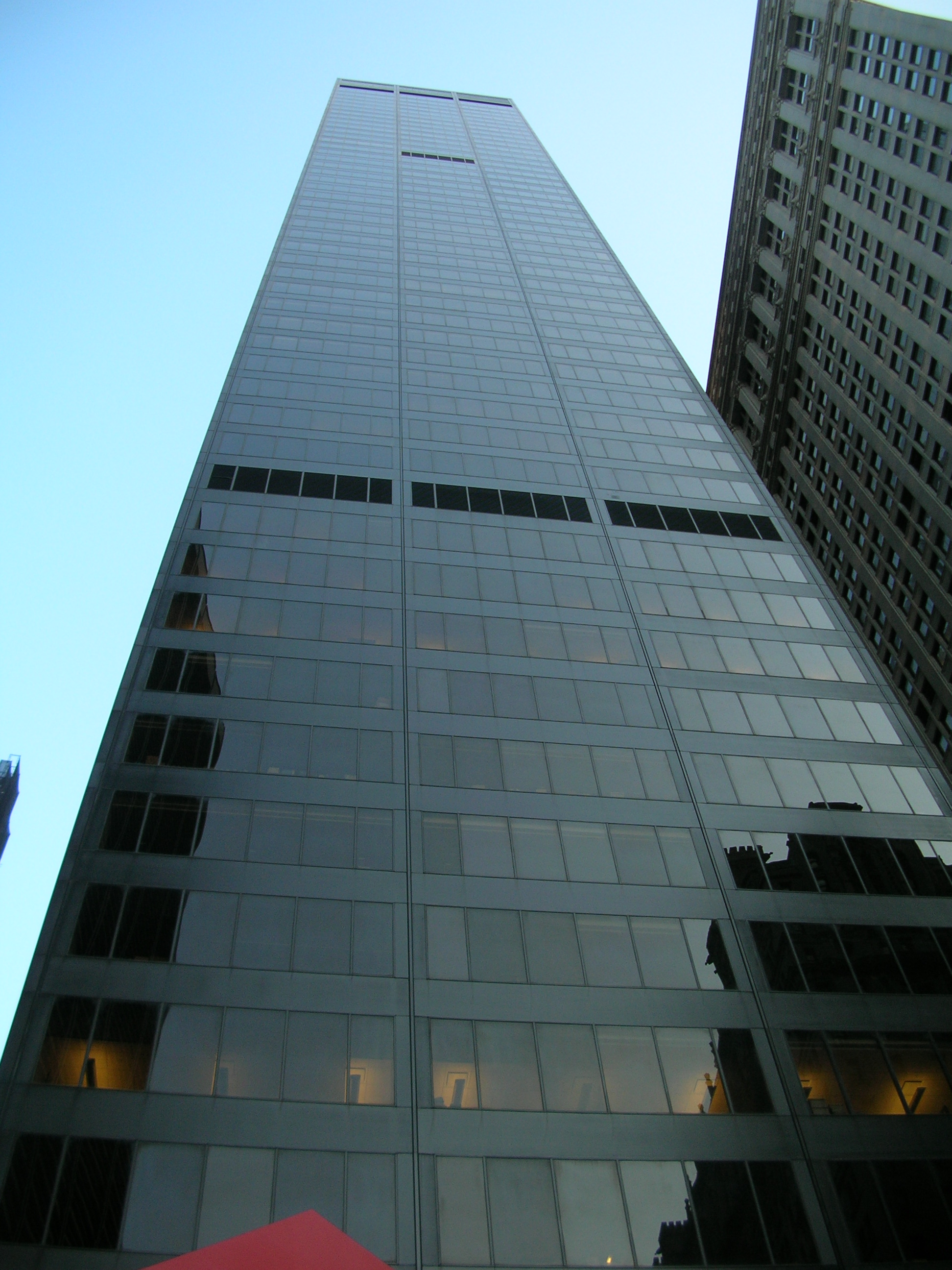
Marine Midland Building

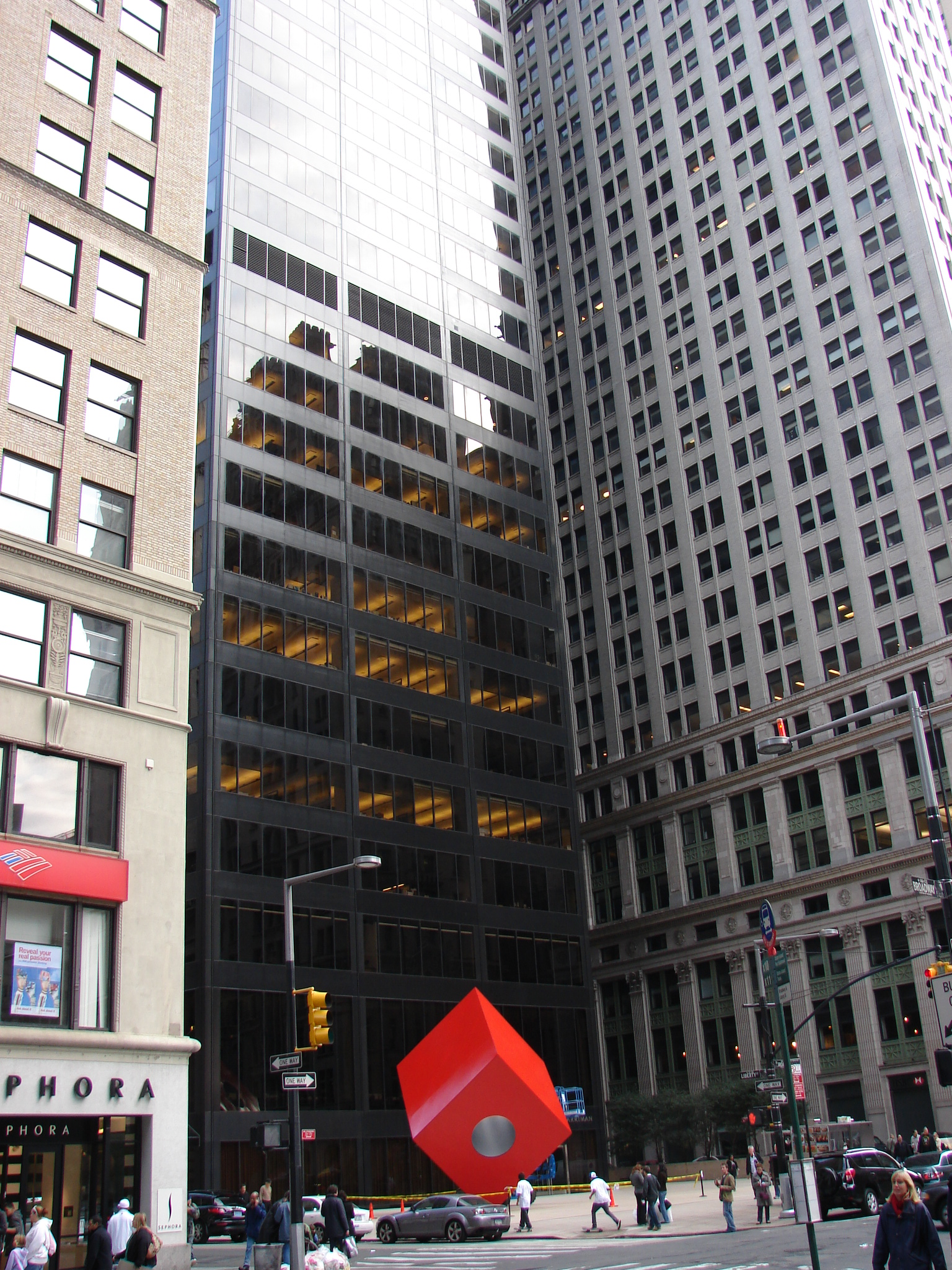
“立方”雕像位于大厦入口前广场，野口勇设计

百老汇大街140号（140 Broadway），前称马林-米德兰银行大厦Marine Midland Building或汇丰银行大厦HSBC Bank Building）是位于纽约曼哈頓金融區百老汇大街140号的一栋51层國際風格办公楼。大楼有光滑的黑色外立面。2013年该建筑指定为纽约市城市地标。建筑评论家对这座建筑的评价基本上是正面的，其中一些人称赞这座建筑光滑的黑色外墙。

## 历史
该大楼建成于1967年，高688英尺（210米），可租用面积1,170,000平方英尺(111,000 square meters)，因其入口处的野口勇设计雕塑“立方”The Cube出名。目前大楼的所有人为德国的联合投资公司。